# Constitution du Canada

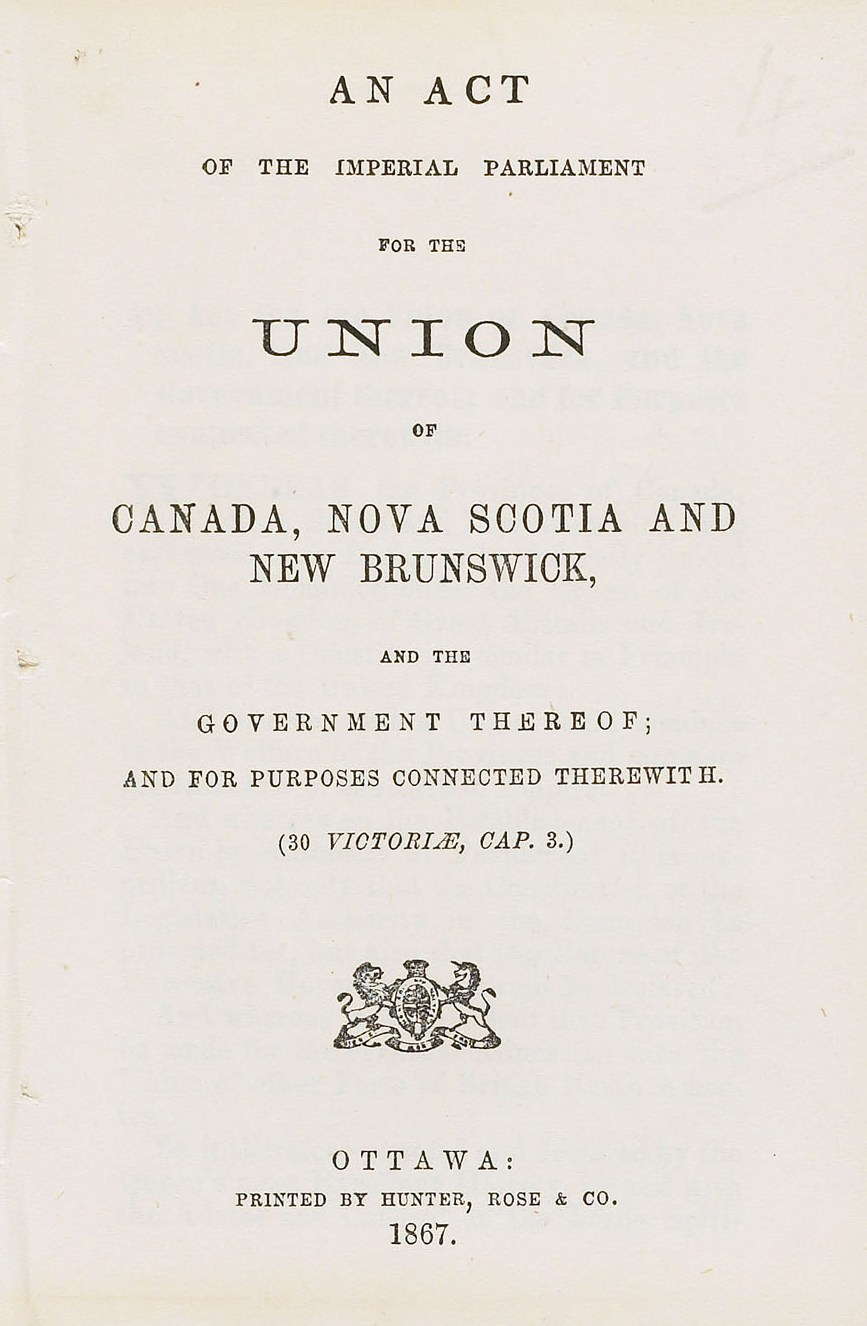
Page de garde d'une copie de la Loi constitutionnelle de 1867 (anciennement appelée « Acte de l'Amérique du Nord britannique de 1867 »).

La Constitution du Canada (anglais : Constitution of Canada) est l'ensemble des règles de droit qui organisent les institutions du Canada et déterminent les règles fondamentales qui régissent la société canadienne. Elle est la « loi suprême du Canada » et toute autre disposition de droit doit s'y conformer.
La Constitution du Canada établit certains principes fondamentaux du pays. C'est une monarchie constitutionnelle et le souverain est le roi Charles III, représenté au Canada par un gouverneur général. Le pays est organisé selon le principe du fédéralisme qui prévoit un partage des compétences entre le parlement fédéral et les provinces. Le système politique est basé sur le système de Westminster. La Constitution protège des droits de la personne, notamment par la Charte canadienne des droits et libertés. La Constitution prévoit aussi un principe de séparation des pouvoirs qui garantit une indépendance judiciaire aux tribunaux.
La Constitution est composée principalement de trois éléments : les textes constitutionnels, les décisions judiciaires et les conventions constitutionnelles. Contrairement à plusieurs pays, la Constitution canadienne n'est pas regroupée dans un document unique. Elle est répartie dans quelques dizaines de textes dont les deux principaux sont la Loi constitutionnelle de 1867 et la Loi constitutionnelle de 1982. Par les décisions judiciaires, la Constitution comprend des principes constitutionnels implicites. Le droit constitutionnel du Canada est la branche du droit qui étudie la Constitution du Canada.

## Histoire
L'histoire de la Constitution du Canada débute à la suite de la Guerre de Sept Ans lorsque la France cède, par les traités de Fontainebleau et Paris, une grande partie de ses colonies à l'Espagne et à la Grande-Bretagne. La Grande-Bretagne adopte en 1763 la Proclamation royale qui peut être considéré comme le premier régime constitutionnel sur le territoire canadien. L'histoire de la Constitution du Canada se poursuit au XIXe siècle avec la Confédération canadienne, un projet de regrouper toutes les colonies de l'Amérique du Nord britannique en une fédération sous le nom de Dominion du Canada. L'histoire sera ensuite ponctuée par deux autres événements juridiques marquants : la souveraineté externe et législative définitivement acquises avec le Statut de Westminster de 1931 et le rapatriement de la Constitution lors de l'adoption de la Loi de 1982 sur le Canada.

### La Proclamation royale (1763)

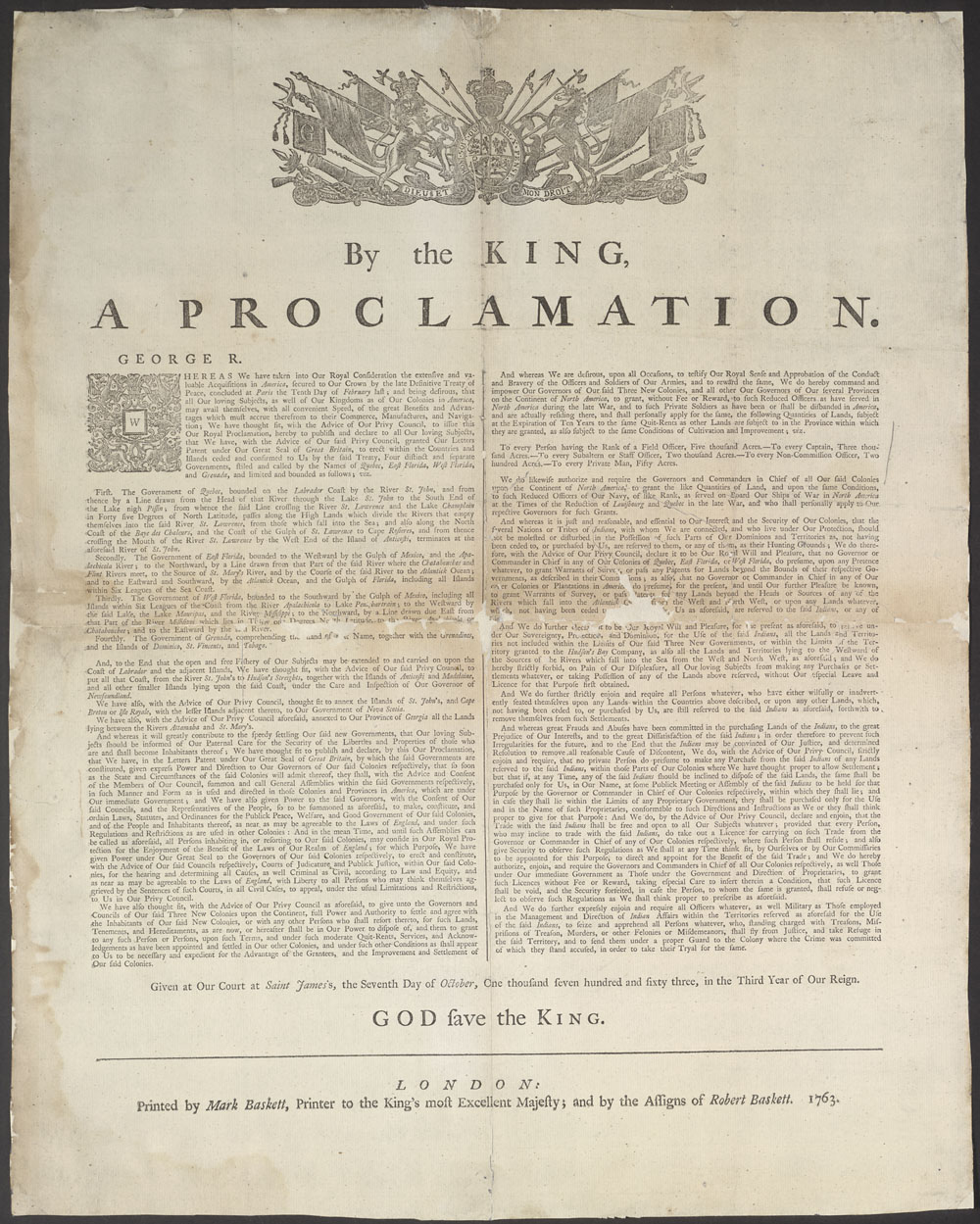
Première page de la Proclamation royale.

C'est par la Conquête britannique du Nord de la Nouvelle-France que débute réellement le droit constitutionnel canadien. Depuis 1760, il n'y a pas eu de rupture du droit constitutionnel, mais une simple évolution. À la suite de la victoire de la Grande-Bretagne sur la France dans la Guerre de Sept Ans, le roi George III édicte la Proclamation royale de 1763. Ce document, souvent considéré comme le premier document constitutionnel canadien, prévoit la création de la Province de Québec. La Proclamation a pour effet d'abroger le droit français et de le remplacer par le droit anglais. La situation constitutionnelle est alors réellement celle d'une conquête : le droit anglais s'applique sur les sujets francophones du Québec et le pouvoir y est exercé de manière absolue. La Province de Québec ne bénéficie pas d'institutions parlementaires, contrairement à la situation qui prévaut en Grande-Bretagne.

### L'Acte de Québec (1774)

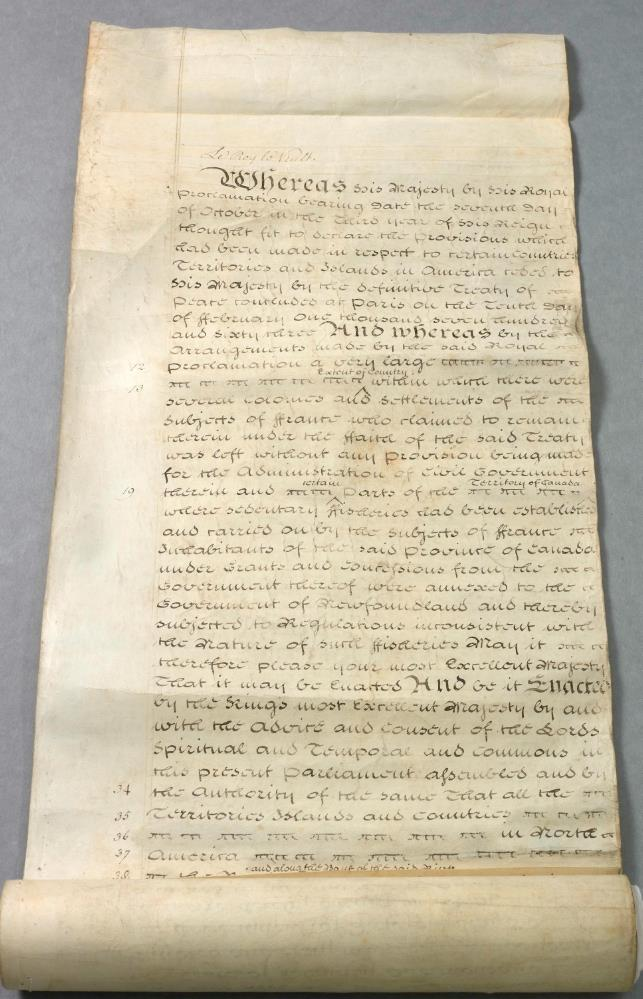
Première page de l'Acte de Québec.

Le régime constitutionnel drastique de la Proclamation royale sera en partie corrigé par l'Acte de Québec. En 1774, pour éviter que les habitants de la Province ne se joignent au mouvement indépendantiste en cours aux États-Unis, le roi adoucit la Proclamation. Le territoire de la Province de Québec est agrandi et le droit civil est réinstauré dans les affaires privées (propriété et droit civil). Le droit criminel continue toutefois d'être celui de la Grande-Bretagne. Le retour du droit civil dans la Province de Québec est à l'origine de la tradition de droit civil toujours présente au Québec.

### L'Acte constitutionnel (1791)
La « troisième » constitution canadienne est considérée comme l'Acte constitutionnel de 1791. Après la déclaration d'indépendance des États-Unis, un grand nombre de loyalistes s'enfuient dans la province de Québec pour rester fidèles à la Couronne britannique. Ces anglophones, nouvellement présents sur le territoire, n'apprécient guère y trouver le droit français et souhaitent obtenir une assemblée législative, ce qui faisait alors défaut au Québec. Leur présence poussa donc le roi à diviser la colonie en deux entités distinctes : le Haut-Canada et le Bas-Canada. L'Acte constitutionnel prévoit la création, dans chacune des colonies, d'une assemblée législative et d'un conseil législatif. Les lois adoptées par les assemblées législatives sont toutefois soumises à l'approbation royale et le gouvernement (conseil législatif) n'a pas à avoir la confiance de l'assemblée pour gouverner.

### L'Acte d'Union (1840)
Le système démocratique embryonnaire de l'Acte constitutionnel mènera aux rébellions de 1837 dans le Bas et le Haut-Canada. Sur le fond d'une crise économique et agricole, les habitants des deux colonies se révoltent et revendiquent l'obtention du gouvernement responsable. La révolte est plus marquée au Bas-Canada où les francophones protestent contre l'oligarchie coloniale cherchant à les assimiler à la culture canadienne-anglaise. La révolte sera durement réprimée par l'armée britannique. La Constitution de 1791 est suspendue. Le rapport Durham, une enquête par le Royaume-Uni sur les raisons de la rébellion, mène à une réforme constitutionnelle : l'Acte d'Union. Cette nouvelle Constitution fusionne les deux colonies pour créer le Canada-Uni. On y trouve alors le premier embryon du fédéralisme canadien puisque le Parlement est composé de deux chambres et peut adopter des lois qui ne touchent que l'une ou l'autre des composantes de la colonie,. Afin d'assimiler les francophones, l'anglais est imposé comme langue officielle. Le gouvernement responsable ne sera obtenu qu'en 1848. La même année, sous l'impulsion notamment de Louis-Hippolyte La Fontaine et Robert Baldwin, le français redevient autorisé dans les débats au parlement.

### L'Acte de l'Amérique du Nord britannique (1867)
Le contexte économique et l'augmentation importante de l'influence des États-Unis en Amérique septentrionale mène à un changement radical dans l'organisation constitutionnelle canadienne. D'une part, le Royaume-Uni met fin au tarif préférentiel pour les colonies, ce qui oblige les Canadiens à se tourner vers le marché américain. Ensuite, la guerre de Sécession amène un besoin de sécurité supplémentaires dans les colonies de l'Amérique du Nord britannique face à une menace d'expansion américaine. Une fédération des colonies est alors choisie comme solution.
L'union des colonies du Canada-Uni, du Nouveau-Brunswick et de la Nouvelle-Écosse pour former le Dominion du Canada a finalement lieu le 1er juillet 1867. L'actuelle Constitution canadienne est alors adoptée. Le Parlement britannique édicte l'Acte de l'Amérique du Nord britannique (AANB), une loi destinée à fédérer les trois colonies et à fonder le Dominion. Cette loi est basée sur un compromis entre les acteurs politiques qui souhaitent créer un État unitaire centralisé et ceux qui souhaitent une union décentralisée. C'est ainsi qu'un système fédéral à tendance centralisateur est retenu dans l'AANB (voir Fédéralisme canadien). Les hommes politiques l'appellent alors « Confédération canadienne », alors qu'il s'agit en fait d'une « fédération ». Plusieurs provinces s'ajoutent dans les années suivant la confédération : le Manitoba (1870), la Colombie-Britannique (1871), l'Île-du-Prince-Édouard (1873), la Saskatchewan (1905) et l'Alberta (1905).
La Confédération est légalement une création du Parlement britannique et elle marque la mise en place d'une entité semi-souveraine qui, dans un processus s'étalant de 1867 à 1982, obtiendra graduellement une pleine souveraineté. L'Acte de l'Amérique du Nord britannique de 1867 donne une souveraineté interne au Dominion, puis il obtient la souveraineté externe durant l'entre-deux-guerres. La participation du Canada à la Première Guerre mondiale change son statut à l'international, puisqu'il devient ensuite un signataire du Traité de Versailles en 1919 et un membre cofondateur de la Société des Nations en 1920. Ces évènements lui donne de facto une souveraineté externe. La situation est reconnue par le Royaume-Uni avec la déclaration Balfour de 1926 et la conférence impériale de 1930. En résolution, le Parlement britannique adopte le Statut de Westminster de 1931. Cette loi garantie la souveraineté externe du Canada. Également, la loi garantie le fait que le Parlement britannique ne peut plus adopter de lois pour le Canada sans son accord, mais garde la possibilité de modifier l'Acte de l'Amérique du Nord britannique. Dès la Confédération, il était entendu que le gouvernement britannique n'interfère plus dans les affaires internes du Canada. Le pouvoir de désaveu et réserve sur la législation fédérale a perduré théoriquement mais il a cessé d'être utilisé dès les années 1870. Le Statut de Westminster a pour effet d'officialiser cette situation.
Outre la souveraineté externe acquise durant l'entre-deux-guerres, les principes importants de la Constitution du Canada restent inchangés jusqu'en 1982. Le Parlement britannique adopte tout de même plusieurs modifications mineures de la Constitution. Sur le plan judiciaire, les appels au Comité judiciaire du Conseil privé sont abolis en 1949. La Cour suprême du Canada devient ainsi le plus haut tribunal canadien dans tous les domaines (constitutionnel, civil, criminel, etc.). Les années 1960 et 1970 sont marquées par de fréquentes discussions entre les provinces et le gouvernement fédéral sur plusieurs réformes constitutionnelles. Alors que le gouvernement fédéral souhaite adopter une formule de modification de la Constitution (c'est le Parlement britannique à ce moment qui avait le pouvoir de modifier la Constitution), les provinces, notamment le Québec, souhaitent revoir le partage des compétences législatives fixées dans l'Acte de l'Amérique du Nord britannique. Les négociations mènent à plusieurs propositions de formules de modification (formule Fulton-Favreau, Charte de Victoria, etc.) sans qu'aucune ne soit retenue.

### Rapatriement (1982)
Approuvé par tous les gouvernements fédéral et provinciaux, à l'exception de celui du Québec, à la fin de la conférence constitutionnelle de 1981, le rapatriement de la Constitution du Canada proclamait le 17 avril 1982 la Loi constitutionnelle de 1982 qui assurait la pleine souveraineté du Canada par rapport au Royaume-Uni. La partie V de cette loi établissait une formule d'amendement de la Constitution du Canada, dont l'absence (en raison de plus de cinquante ans de désaccord entre les gouvernements fédéral et provinciaux) était la seule raison pour laquelle les modifications constitutionnelles du Canada devaient encore être approuvées par le Parlement britannique après l’application du Statut de Westminster de 1931. La Loi constitutionnelle de 1982 a été promulguée sous forme d'annexe à la Loi de 1982 sur le Canada, une loi britannique qui a été présentée à la demande d'une adresse conjointe à la Reine par le Sénat et la Chambre des communes du Canada. En plus de promulguer la Loi constitutionnelle de 1982, la Loi de 1982 sur le Canada prévoit qu'aucune autre loi britannique ne s'appliquera au Canada dans le cadre de sa loi, mettant ainsi la dernière main à la souveraineté du Canada. Le Canada dispose désormais d'une pleine souveraineté et peut modifier sa propre Constitution sans passer par le Royaume-Uni.

## Contenu
La Constitution du Canada ne se retrouve pas dans un seul texte formel. Elle est basée sur un grand nombre de sources différentes, dont certaines sont écrites, d'autres non. La Constitution est donc, en grande partie, héritée de la tradition britannique pour laquelle il n'existe pas de document constitutionnel unique (voir Constitution du Royaume-Uni).
Ainsi, la constitution est un amalgame de règles qui gouvernent les relations entre l'État et les citoyens. Certaines de ces règles sont écrites, d'autres non ; certaines sont formelles, d'autres informelles ; certaines se modifient facilement, d'autres moins. Ainsi, les principaux textes constitutionnels ont certainement une autorité supérieure sur les autres règles, mais ils ne constituent pas l'ensemble de la Constitution. De même, certaines sources la Constitution sont légales et d'autres simplement politiques,.
Une partie du droit constitutionnel anglais ayant été importé au Canada lors de la Conquête de 1760, certaines sources de la Constitution du Canada peuvent se situer dans le droit anglais antérieur à cet événement.
Il existe principalement trois types de sources de la Constitution du Canada :
- des textes constitutionnels ;
- de la common law et des décisions judiciaires ;
- des conventions constitutionnelles ;

### Textes constitutionnels
Il existe un grand nombre de textes qui font partie de la Constitution du Canada. Le plus ancien remonte probablement au XIIIe siècle avec la Magna Carta. Puisque le Canada a hérité du droit constitutionnel anglais, plusieurs des textes provenant de ce pays font toujours partie de la Constitution.
Toutefois, les textes les plus importants de la Constitution sont la Loi constitutionnelle de 1867 et la Loi constitutionnelle de 1982. Ces deux textes régissent plusieurs des principes fondamentaux du Canada.
Jusqu'en 1982, le Canada n'avait pas le pouvoir de modifier une grande partie de sa Constitution. Il devait demander au Royaume-Uni de le faire. Ainsi, la plupart des textes constitutionnels du Canada sont des lois ou des décrets du Royaume-Uni.

#### Loi constitutionnelle de 1867
La Loi constitutionnelle de 1867 (anciennement appelée « Acte de l'Amérique du Nord britannique ») est le texte fondateur de la Confédération canadienne en 1867 et était également le document fondamental de la Constitution canadienne jusqu'en 1982. Elle est adoptée par le Parlement britannique en 1867 pour faire suite aux négociations des pères de la Confédération visant à créer le Canada.
Ce texte crée la structure générale des institutions canadiennes, notamment le pouvoir législatif et exécutif. Elle prévoit le principe du fédéralisme canadien où le palier fédéral de gouvernement et les paliers provinciaux se partagent les compétences législatives. La Loi constitutionnelle de 1867 prévoit aussi que le monarque du Canada continue d'exercer une partie du pouvoir exécutif et législatif. Le Canada est toutefois une monarchie constitutionnelle où le roi ou la reine exerce un pouvoir essentiellement symbolique. La Loi constitutionnelle de 1867 prévoit aussi implicitement un principe de séparation des pouvoirs afin de garantir l'indépendance des tribunaux.
C'est la Loi constitutionnelle de 1867 qui prévoit que le Canada hérite de la tradition constitutionnelle britannique. Le préambule de la Loi énonce que la Constitution du Canada « [repose] sur les mêmes principes que celle du Royaume-Uni ». L'importation des principes constitutionnels britanniques amène la prise en compte des autres sources dans la Constitution du Canada (conventions constitutionnelles, common law, etc.).

#### Loi constitutionnelle de 1982
La Loi constitutionnelle de 1982 est un autre texte fondamental de la Constitution du Canada. Depuis 1982, il supplée la Loi constitutionnelle de 1867 dans la hiérarchie constitutionnelle. Ce texte a été adopté par le Parlement du Royaume-Uni à la suite de la volonté du Canada de rapatrier la Constitution, c'est-à-dire d'être seul responsable des modifications futures à la Constitution. La Loi constitutionnelle de 1982 a donc été adoptée par une loi du Royaume-Uni, la Loi de 1982 sur le Canada.
La Loi constitutionnelle de 1982 comprend deux parties majeures. Premièrement, elle édicte la Charte canadienne des droits et libertés, une charte des droits qui prime sur toute loi et toute action gouvernementale au Canada. Deuxièmement, la Loi constitutionnelle de 1982 prévoit une formule de modification de la Constitution, procédure inexistante jusqu'alors puisque le Royaume-Uni était responsable de modifier plusieurs pans importants de la Constitution canadienne. La Loi constitutionnelle de 1982 comprend aussi une reconnaissance des droits autochtones et un article consacrant officiellement la suprématie de la Constitution sur toute autre règle de droit au Canada,.
La Loi constitutionnelle de 1982 n'a pas fondamentalement changé la structure et le fonctionnement du Canada, toutefois, la charte des droits et libertés a eu une influence majeure sur l'action gouvernementale.
La Loi constitutionnelle de 1982 a été adoptée sans l'assentiment de la province de Québec à la suite de négociations ayant mené à l'Accord constitutionnel du 5 novembre 1981. Ce refus du Québec de consentir totalement à cette loi constitutionnelle n'a toutefois aucune conséquence juridique, mais continue d'être un problème politique important au Canada.

#### Autres textes
La Constitution comprend un grand nombre d'autres textes constitutionnels.
Il y a d'abord les textes constitutionnels du Royaume-Uni qui sont applicables au Canada. Ils datent tous d'avant 1982, date à laquelle le Royaume-Uni ne peut plus légiférer sur le Canada. Il s'agit par exemple de la Magna Carta, de l'Act of Settlement de 1701 ou de l'Acte de Québec de 1774. Certains de ces textes sont prévus explicitement à l'annexe de la Loi constitutionnelle de 1982 comme les arrêtés en conseil concernant l'entrée de la Colombie-Britannique et de l'Île-du-Prince-Édouard dans la fédération ou le Statut de Westminster de 1931.
Le Parlement du Canada et les parlements provinciaux peuvent aussi édicter des lois de nature constitutionnelle. Il s'agit de lois touchant la structure et le fonctionnement de la fédération ou d'une province. Par exemple, la Loi sur le Parlement du Canada, la Loi sur le gouverneur général et la Loi sur la Cour suprême du Canada sont des lois du Parlement du Canada qui touchent la Constitution. Les provinces peuvent aussi adopter des lois qui touchent leurs propres règles constitutionnelles. Le Québec a adopté plusieurs lois (la Loi sur l'Assemblée nationale, la Loi électorale, la Charte des droits et libertés de la personne, etc.) qui font toutes parties de la Constitution du Québec. L'adoption de lois constitutionnelles par le Parlement fédéral ou par les parlements provinciaux ne peut toutefois pas se faire de façon à éviter l'application de la formule de modification de la Constitution.

### Common law
Les règles de common law, c'est-à-dire les règles établies par les décisions des tribunaux, font partie de la Constitution. Certaines proviennent des tribunaux de l'Angleterre, d'autres, des tribunaux canadiens. Toutefois, depuis que le Conseil privé du Royaume-Uni n'est plus le plus haut tribunal au Canada (1949), la common law évolue seulement par les tribunaux canadiens.
Souvent les règles de common law sont l'interprétation du texte de la Constitution. Les tribunaux ont par exemple rendu un grand nombre de décisions pour interpréter les articles touchant au partage des compétences ou à la Charte canadienne des droits et libertés. Parfois, il s'agit tout de même de règles entières qui n'émanent pas d'un texte constitutionnel, comme le principe de la souveraineté parlementaire ou les prérogatives royales.
Bien que la coutume puisse être considérée comme une source distincte de la Constitution, elle est maintenant toujours reconnue dans les décisions judiciaires, si bien qu'elle se confond avec la common law,.
À la différence des conventions constitutionnelles, les règles de common law sont créées par les tribunaux. Ces derniers peuvent aussi forcer leur mise en œuvre.

### Conventions constitutionnelles
La Constitution est aussi composée de sources non juridiques et non écrites, à savoir les conventions constitutionnelles. L'existence de ces conventions est typique de la tradition britannique dont a hérité le Canada. Il s'agit de règles politiques considérées comme obligatoires par les acteurs qu'elles concernent. Ces conventions émanent de la pratique et de l'usage entre les acteurs. Malgré leur caractère politique, elles sont d'une importance capitale dans le fonctionnement de la fédération canadienne. Certaines conventions contredisent même le texte écrit de la Constitution.
Les conventions constitutionnelles sont de plusieurs ordres. Un grand nombre d'entre elles régissent le fonctionnement du parlementarisme. Par exemple, même si dans la Loi constitutionnelle de 1867, la reine détient le pouvoir exécutif au Canada, ce pouvoir est exercé par le gouvernement du Canada. Ainsi, la plupart des règles relatives au gouvernement responsable sont des conventions constitutionnelles et ne sont prévues dans aucun texte constitutionnel.
Les tribunaux ne peuvent toutefois pas sanctionner un acteur qui ne respecte pas une convention constitutionnelle. « [L]a sanction de la violation d’une convention est politique et non juridique. » Un acte à l'encontre d'une convention constitutionnelle est tout de même considéré « inconstitutionnel ».

### Droits autochtones
À travers les traités et les jurisprudences reconnaissant les systèmes juridiques des autochtones du Canada, la Constitution du Canada hérite aussi des lois propres des différents peuples autochtones.

## Caractéristiques
Plusieurs caractéristiques ressortent de la Constitution du Canada. Certains de ces principes sont prévus explicitement dans les textes, donc sont issus de l'interprétation que les tribunaux ont fait de la Constitution. Les principaux principes sont les suivants :
- le caractère non écrit de la Constitution ;
- la monarchie constitutionnelle ;
- le fédéralisme ;
- la séparation des pouvoirs ;
- la protection des minorités ;
- la protection des droits fondamentaux.

Plusieurs autres éléments peuvent aussi décrire la Constitution du Canada, mais ils sont moins spécifiques au Canada. Il s'agit par exemple du principe de la démocratie représentative et celui de la primauté du droit.

### Non écrite
L'une des caractéristiques importantes de la Constitution est qu'elle n'est qu'en partie écrite. Il n'existe pas de document unique, comme aux États-Unis, qui porte le nom de « Constitution ». Une partie se trouve dans des textes constitutionnels (Loi constitutionnelle de 1867, Loi constitutionnelle de 1982, etc.), alors qu'une autre partie se trouve dans les conventions constitutionnelles ou dans la common law.
Cette absence de texte unique rassemblant les sources de la Constitution implique que son contenu est en partie indéfini. Ainsi, certaines lois britanniques sont probablement encore d'application, alors que d'autres sont désuètes.
De même, la différence entre le caractère écrit ou non des sources constitutionnels a un impact certain sur la manière de les modifier (voir « Rigidité partielle » ci-dessous).

### Monarchie constitutionnelle

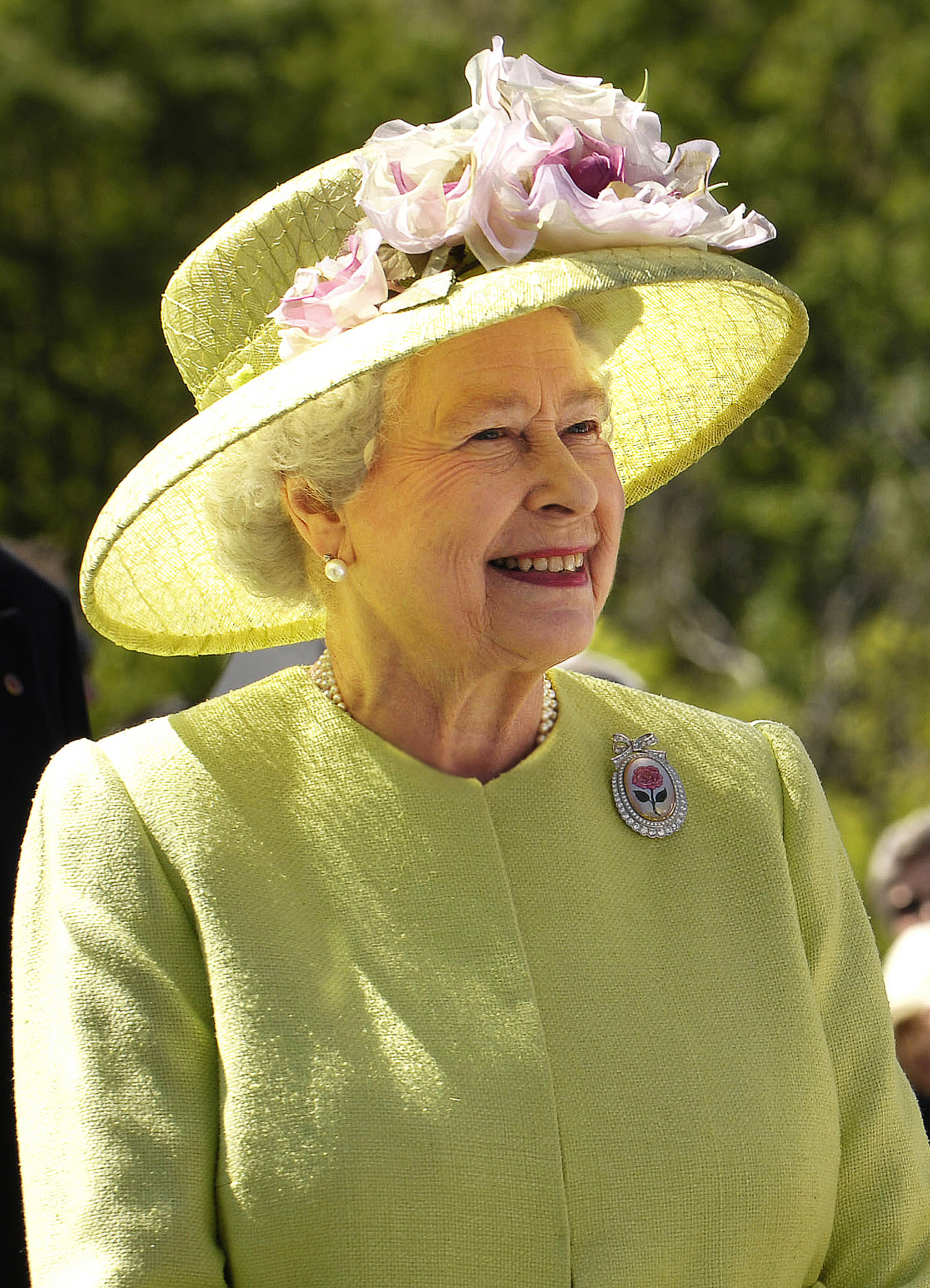
L'ex reine du Canada, Élisabeth II en 2007.

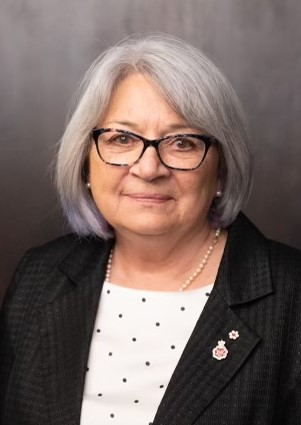
La gouverneure générale du Canada, Mary Simon.

Le Canada est une monarchie constitutionnelle, avec pour chef d'État le monarque du Canada. Une lecture textuelle de la Loi constitutionnelle de 1867 laisse à penser qu'il possède un pouvoir immense. Toutefois, comme dans d'autres monarchies constitutionnelles, un grand nombre de conventions constitutionnelles, de coutumes ou d'autres textes réduisent considérablement ses pouvoirs, qui se limitent bien souvent à des fonctions symboliques.
Ainsi, officiellement, le roi détient le pouvoir exécutif. Il l'exerce sur avis de ses conseillers, c'est-à-dire les ministres et le premier ministre qui forment le Conseil privé du Roi pour le Canada. Dans les faits, le pouvoir exécutif est exercé par le Cabinet du Canada.
Le monarque participe aussi au pouvoir législatif. Avec la Chambre des communes et le Sénat, il est l'une des trois composantes du Parlement du Canada. Son rôle est dorénavant complètement symbolique, puisque, même s'il doit sanctionner tous les projets de loi, il n'a jamais refusé une loi fédérale depuis 1867.
Le monarque remplit également quelques fonctions honorifiques, comme la remise de prix ou la participation à certaines cérémonies officielles.
Pour l'exercice de ses fonctions, le monarque est représenté au Canada par le gouverneur général. Au niveau provincial, le monarque est représenté par les lieutenants-gouverneurs.

### Fédéralisme
Le fédéralisme est l'une des caractéristiques fondamentales de la Constitution canadienne. Lors de la fondation du Dominion en 1867, cette caractéristique constitutionnelle a été inspirée par les États-Unis. Elle est issue d'un compromis des pères de la Confédération entre les partisans d'un État central fort et ceux qui privilégiaient une plus grande décentralisation. Ainsi, le fédéralisme canadien permettait une union économique tout en préservant une autonomie visant à protéger les minorités.
Le fédéralisme canadien se manifeste de plusieurs manières.
Il existe d'abord un partage des compétences législatives entre le palier fédéral et les provinces. Cette division des pouvoirs est principalement prévue par la Loi constitutionnelle de 1867. Le palier fédéral s'est vu confier les principaux pouvoirs économiques, fiscaux, militaires et tous les domaines stratégiques. Il possède de plus quelques pouvoirs de nature sociale, notamment ceux se rapportant au droit criminel et au divorce. De même, le fédéral possède les pouvoirs résiduels et le pouvoir d'agir dans l'intérêt national en certaines circonstances. Les provinces quant à elles sont responsables des affaires locales, sociales et sur les relations privées entre individus.
Le fédéralisme canadien prévoit que le partage des compétences a une valeur supralégislative. Les gouvernements ne peuvent modifier unilatéralement la division des pouvoirs, ni se les échanger.
Le fédéralisme canadien se manifeste aussi par le programme de péréquation qui équilibre les revenus fiscaux des provinces.
Le fédéralisme canadien n'est pas un équilibre parfait entre les deux ordres du gouvernement. Le gouvernement fédéral possède quelques moyens théoriques de s'ingérer dans les affaires des provinces. Il peut utiliser un pouvoir de réserve ou de désaveu pour éviter la mise en œuvre des lois provinciales. Il est celui qui nomme les lieutenants-gouverneurs des provinces. Le gouvernement fédéral utilise aussi un pouvoir de dépenser qui lui permet de subventionner conditionnellement des champs de compétences provinciaux.

### Séparation des pouvoirs
La séparation des pouvoirs au Canada est qualifiée de « souple », puisque, contrairement à d'autres pays comme les États-Unis, il n'y a pas de division étanche entre les sphères de pouvoirs. Par exemple, il y a beaucoup de collaboration et de flexibilité entre la sphère exécutive et la sphère législative de l'État. Les membres de l'exécutif siègent toujours au Parlement, alors que le Parlement délègue fréquemment ses pouvoirs à l'exécutif (possibilité pour l'exécutif d'adopter des règlements, de modifier certaines lois, etc.).
Par contre, le principe de séparation des pouvoirs est appliqué avec plus de rigueur entre le pouvoir judiciaire et les acteurs politiques. La Constitution prévoit implicitement un principe d'indépendance des juges canadiens en leur garantissant un salaire élevé et une nomination jusqu'à 75 ans.
Historiquement, plusieurs auteurs considéraient que le principe de séparation des pouvoirs n'était pas un principe constitutionnel canadien, mais que c'était celui de la souveraineté parlementaire qui dominait. Toutefois, depuis l'adoption de la Loi constitutionnelle de 1982, l'importance de la souveraineté parlementaire a grandement diminué puisque la Charte canadienne des droits et libertés donne aux tribunaux un plus grand pouvoir d'invalider les lois,.

### Protection des minorités
La protection des minorités est un principe important de la Constitution du Canada.
Le fédéralisme canadien constitue un moyen d'accorder un pouvoir important aux différents groupes qui composaient le Canada au XIXe siècle, soit les anglophones et les francophones. De même, la Loi constitutionnelle de 1867 protège plusieurs droits de manière à assurer la protection de la minorité anglophone située dans la province de Québec et la minorité francophone présente dans le reste du Canada. Elle assure par exemple la place du français dans les lois fédérales et québécoises. De plus, les conditions du mariage et du divorce sont confiées au Parlement fédéral de manière que les provinces ne les restreignent pas.
La Loi constitutionnelle de 1982 protège aussi certains droits des minorités. Elle constitutionnalise certains droits des peuples autochtones et affirme le caractère bilingue de la province du Nouveau-Brunswick. Le droit à l'instruction dans la langue de la minorité (le français ou l'anglais selon le cas) est aussi protégé.

### Protection des droits et libertés
La Constitution du Canada protège un grand nombre de droits fondamentaux et de libertés.
Avant l'adoption de la Charte canadienne des droits et libertés en 1982, la protection des droits fondamentaux était timide dans la Constitution canadienne. Cette protection était principalement contenue dans les documents historiques anglais qui faisait encore partie de la Constitution canadienne (la Magna Carta de 1215, la Pétition des droits de 1628, l'Acte d'habeas corpus de 1679, la Déclaration des droits de 1689 et l'Acte d'établissement de 1701). Certains juges ont d'ailleurs émis l'opinion que la Constitution contenait une déclaration des droits implicite qui protégeait certaines libertés démocratiques et parlementaires. Ainsi, à l'époque, les droits et libertés se résumaient souvent à la protection de certains droits conférés aux minorités francophones et anglophones (voir « Protection des minorités » ci-dessus). À partir de la deuxième moitié du XXe siècle, des droits et libertés sont néanmoins protégés hors de la Constitution canadienne, c'est-à-dire dans certaines lois quasi constitutionnelles comme la Déclaration canadienne des droits adoptée en 1960.
Le portait de la protection des droits et libertés change radicalement avec l'adoption de la Charte canadienne des droits et libertés.

## Interprétation
Comme dans plusieurs pays de tradition judiciaire britannique, les tribunaux canadiens jouent un rôle important dans l'évolution du droit. Dans l'interprétation de la Constitution, les tribunaux disposent donc d'une marge de manœuvre considérable. Leur interprétation a un impact politique immense, puisqu'ils précisent notamment le partage des compétences législatives et la portée de la Charte canadienne des droits et libertés.
Il n'y a pas une unique théorie de l'interprétation juridique de la Constitution du Canada, mais une série de principes que les tribunaux appliquent pour dégager le sens de la Constitution. Toutefois, un des principes importants est celui de l'arbre vivant. Ce principe signifie que l'interprétation de la Constitution ne doit pas être figée selon l'interprétation qu'en avait les rédacteurs, mais doit évoluer pour tenir compte des changements de la société canadienne. La Constitution est donc un « arbre vivant susceptible de croître et de se développer à l’intérieur de ses limites naturelles,. » Ce principe a permis au Conseil privé de conclure que le mot « personne » dans la Constitution désignait les femmes, même si ce n'était pas le but des rédacteurs de la Constitution.
Ainsi, contrairement aux États-Unis, l'originalisme n'est pas une doctrine d'interprétation importante au Canada. Malgré tout, les juges utilisent parfois des indices de l'intention des rédacteurs de la Constitution pour prendre leurs décisions.
Pour aider les tribunaux à analyser la Constitution, la Cour suprême a aussi dégagé les « principes implicites » qui s'y trouvent, c'est-à-dire les principes qui servent parfois à en combler les trous. On y retrouve notamment : la démocratie, le fédéralisme, la primauté du droit, la protection des minorités et l'indépendance judiciaire.
L'interprétation de la Constitution du Canada fait partie des champs d'étude du droit constitutionnel canadien.

## Modifications
La modification de la Constitution du Canada peut se faire de plusieurs façons. Celles-ci sont prévues par les différentes procédures de modification.
Avant le rapatriement de la Constitution en 1982, le Royaume-Uni était responsable de la modification de la majeure partie de la Constitution canadienne. Tout ce qui ne relevait pas de la constitution interne (comme la composition des assemblées législatives) devait être approuvé par le Parlement du Royaume-Uni.

### Rigidité partielle
Tout le contenu de la Constitution ne se modifie pas de la même manière. Ainsi, une partie de la Constitution est rigide puisque sa modification implique une procédure complexe (voir « Procédures de modification ci-dessous) qui est différente de celle de l'adoption d'une loi ordinaire. Cette formule de modification rigide a été édictée dans la Loi constitutionnelle de 1982 lors du rapatriement de la Constitution. Cette modification formelle touche plusieurs des éléments fondamentaux du Canada comme le fédéralisme ou la Charte canadienne des droits et libertés. La difficulté de modifier ces parties de la Constitution a soulevé plusieurs critiques. Dans les faits, une grande partie des textes constitutionnels fondamentaux de la Constitution ne peuvent être modifiés que par l'assentiment quasi unanime des gouvernements. Cela explique pourquoi, depuis l'adoption de la formule de modification de 1982, il n'y a eu aucune modification importante des textes constitutionnels.
Toutefois, plusieurs portions de la Constitution sont très souples. Les règles constitutionnelles édictées par simple loi des parlements peuvent être modifiées de la même façon. Les règles coutumières ou orales sont celles qui bénéficient du plus grand niveau de souplesse. Elles n'existent que dans la stabilité que leur procurent les acteurs.

### Procédures de modification
Il existe cinq procédures distinctes de modification de la Constitution du Canada. Elles sont prévues aux articles 38 à 47 de la Loi constitutionnelle de 1982. Chacune s'applique à une certaine catégorie de modifications constitutionnelles. Il s'agit de (1) la formule générale, (2) la formule de l'unanimité, (3) la formule bilatérale ou multilatérale, (4) la formule unilatérale fédérale et (5) la formule unilatérale provinciale.
La formule générale s'applique lorsqu'aucune autre procédure n'est prévue. Elle exige que la modification soit adoptée par la Chambre des communes, par le Sénat et par les assemblées législatives d'au moins sept provinces représentant au moins 50 % de la population. Cette formule est fréquemment appelée « 7 / 50 »,. Elle doit être utilisée, par exemple, pour modifier le partage des compétences ou la Charte canadienne des droits et libertés.
La formule de l'unanimité s'applique pour cinq types de modifications prévues à l'article 41 de la Loi constitutionnelle de 1982. Il s'agit de la monarchie canadienne, du droit d'une province d'avoir au moins autant de députés à la Chambre des communes qu'au Sénat, de l'usage du français et de l'anglais, de la composition de la Cour suprême et des changements à la formule de modification. Dans ces cas, la modification doit être adoptée par la Chambre des communes, le Sénat et par toutes les assemblées législatives des provinces.
La formule bilatérale ou multilatérale s'applique lorsqu'une ou plusieurs provinces et le gouvernement fédéral veulent modifier une disposition de la Constitution qui ne touche que cette ou ces provinces. Dans ces cas, seul le gouvernement fédéral et la ou les provinces touchées ont à donner leur accord. Cela s'applique notamment à la modification d'une frontière entre deux provinces ou à la modification de dispositions qui ne touchent qu'une seule province (sur la langue officielle de la province ou sur les dispositions de protections religieuses par exemple).
Finalement, les deux dernières formules (unilatérale fédérale et unilatérale provinciale) permettent à un palier de gouvernement de modifier sa constitution interne, c'est-à-dire les règles qui touchent par exemple le « fonctionnement d'un organe du gouvernement de la province » ou du fédéral. Cette procédure de modification existait déjà dans la Loi constitutionnelle de 1867 et a été confirmée dans la Loi constitutionnelle de 1982. Par exemple, en 1968, le Québec a aboli son Conseil législatif pour devenir un Parlement unicaméral.

### Modifications
Depuis la fondation du Canada en 1867, la Constitution connut plusieurs modifications. Seules les plus importantes sont mentionnées.
De 1867 à 1982, le Parlement du Royaume-Uni était responsable de modifier la majeure partie de la Constitution canadienne. Il a notamment permis au Parlement du Canada de créer par lui-même de nouvelles provinces à même les territoires fédéraux,, lui a conféré la souveraineté externe face au Royaume-Uni par le Statut de Westminster, lui a donné le droit de légiférer sur l'assurance-emploi, et lui a permis de modifier sa constitution interne,.
Depuis l'adoption des formules de modification dans la Loi constitutionnelle de 1982, une dizaine de modifications constitutionnelles ont été apportées. L'une des plus importantes a été la consécration de l'égalité du français et de l'anglais au Nouveau-Brunswick,. La protection des droits autochtones a aussi été renforcée. Le Québec et Terre-Neuve ont aussi modifié des dispositions de la Constitution sur les écoles religieuses.
Finalement, comme certaines portions de la Constitution se trouvent dans les lois ordinaires votées par les parlements (voir « Autres textes » ci-dessus), la Constitution est modifiée chaque fois que ces textes le sont. Ces modifications ne nécessitent toutefois aucune formalité.

### Tentatives avortées
Après 1982, deux tentatives majeures de modifier la Constitution ont échoué : l'Accord du lac Meech et l'Accord de Charlottetown. Le Québec n'ayant pas signé la Loi constitutionnelle de 1982, l'Accord du lac Meech visait à apporter des modifications à la Constitution afin d'obtenir l'accord du Québec à la loi de 1982. Élaboré en 1987, l'accord prévoyait cinq modifications : la reconnaissance du Québec comme une société distincte, de plus grands pouvoirs au Québec sur l'immigration, la limitation du pouvoir fédéral de dépenser, l'octroi d'un droit de veto au Québec pour des modifications constitutionnelles et une participation à la nomination des juges québécois à la Cour suprême du Canada. Plusieurs de ces modifications nécessitaient l'accord unanime des provinces et du gouvernement fédéral. Le Manitoba et Terre-Neuve n'ayant pas adopté l'accord à l'intérieur du délai de 3 ans prévu à la formule de modification, l'Accord du lac Meech n'est jamais entré en vigueur.
Il en a été de même pour l'Accord de Charlottetown. Cet accord, conclu en 1992 à la suite d'intenses négociations constitutionnelles, comprenait une révision majeure de la Constitution canadienne. On y trouvait notamment une plus grande autonomie pour les peuples autochtones, quelques mesures de décentralisation de la fédération, une réforme du Sénat et du processus de nomination des juges à la Cour suprême du Canada, etc.. Cet accord a été rejeté par référendum par 54 % de la population.
Finalement, quelques autres modifications constitutionnelles ont été tentées sans succès par des députés ou des gouvernements. Elles visaient à ajouter un droit à la propriété dans la Constitution, reformer le Sénat, reconnaître des droits au fœtus ou retirer la référence à Dieu dans la Loi constitutionnelle de 1982. Aucune d'entre elles n'a abouti.

## Contrôle de la constitutionnalité
Pour un article plus général, voir Contrôle de la constitutionnalité.
Le contrôle de la constitutionnalité d'une loi, d'une règle de droit ou de tout acte se fait par les tribunaux du Canada. Ainsi, les tribunaux peuvent invalider une loi en déclarant qu'elle n'est pas conforme à la Constitution. Le contrôle de l'application de la Constitution ressemble beaucoup à celui en vigueur aux États-Unis et en Australie.
Tous les tribunaux supérieurs peuvent se prononcer sur la constitutionnalité d'une loi (c'est-à-dire les cours supérieures, les cours d'appel et la Cour suprême),. La Cour suprême est souvent appelée à trancher sur les litiges constitutionnels, puisque les parties vont en appel des décisions des cours supérieures et des cours d'appel.
Les tribunaux ne peuvent par eux-mêmes déclarer une loi ou un acte inconstitutionnel. Un jugement d'inconstitutionnalité peut se faire de trois façons : soit par demande directe au tribunal, soit dans le cadre d'un litige ou soit par l'initiative d'un gouvernement.
- Dans le premier cas, toute personne peut s'adresser directement aux tribunaux pour demander de vérifier la constitutionnalité d'une loi. La personne doit tout de même avoir un intérêt à poser la question[141].
- Dans le deuxième cas, une partie peut vouloir éviter l'application de la loi dans le cadre d'un autre litige devant les tribunaux[142]. Elle peut donc éviter d'avoir à respecter la loi inconstitutionnelle.
- Finalement, les gouvernements peuvent, à leur initiative, demander aux tribunaux de vérifier la constitutionnalité d'une loi ou d'un projet de loi[143]. Il s'agit de la procédure de renvoi, qui constitue le seul moyen de contrôler la constitutionnalité d'une loi à priori (c'est-à-dire avant l'entrée en vigueur de la loi). Les gouvernements provinciaux peuvent demander à leur cour d'appel de répondre à la question, tandis que le gouvernement fédéral peut s'adresser à la Cour suprême.

En pratique, la grande majorité des lois inconstitutionnelles le sont pour deux raisons : soit elles ne respectent pas le partage des compétences entre les provinces et le Parlement fédéral, soit elles ne respectent pas la Charte canadienne des droits et libertés.

## Enjeux actuels
Parmi les enjeux actuels touchant la Constitution du Canada, on peut noter la réforme du Sénat et l'adhésion du Québec à la Constitution.